# Сухопутні війська Чорногорії
Сухопутні війська Чорногорії — один з видів збройних сил Чорногорії . Були утворені в 2006 році після проголошення незалежності Чорногорії і виходу з федерації з Сербією .
На даний момент[який?] сухопутні війська Чорногорії знаходяться в стадії реформування.
З 2018 року екс-командир сухопутних військ Чорногорії бригадний генерал Драгутин Дакіч (черног. Brigadni general Dragutin Dakić) очолив генеральний штаб Збройних Сил Чорногорії .

## Структура
Сухопутні війська (на відміну від ВМС і ВПС) не виділені в окрему організаційну одиницю. Їх основу складає Бригада сухопутних військ (черног. Brigada kopnene vojske).
- Бригада сухопутних військ
  - піхотний батальйон
  - гірський батальйон
  - Рота спеціального призначення
  - Рота зв'язку
  - Інженерна рота
  - Змішана артилерійська батарея

Також до сухопутних військ можна умовно віднести наступні підрозділи:
- база підтримки
- центр навчання
- центр комунікацій
- Рота почесної варти
- Рота військової поліції
- Рота електронної розвідки

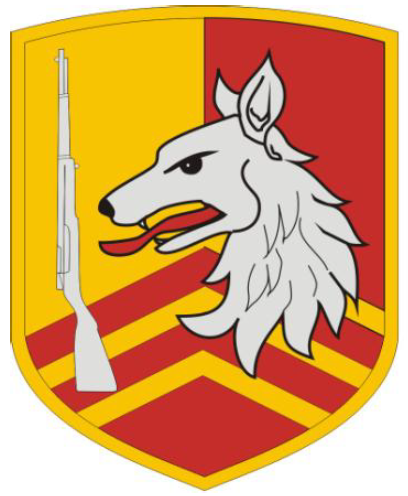
піхотний батальйон
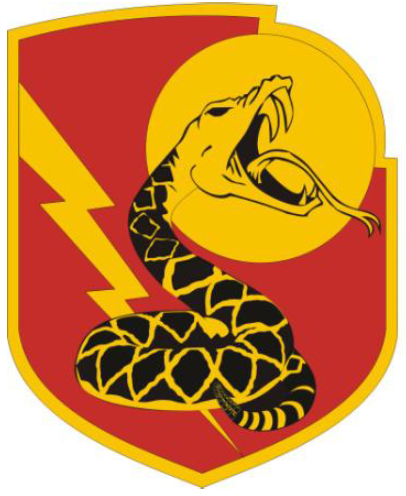
Рота спеціального призначення
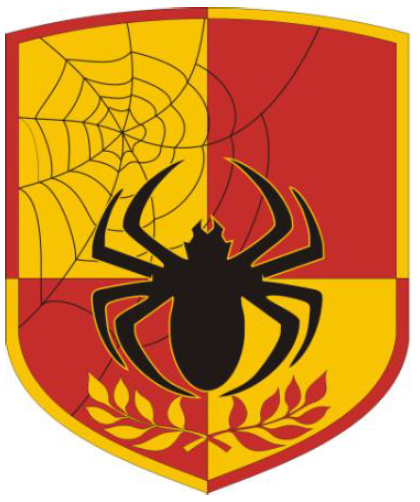
рота зв'язку
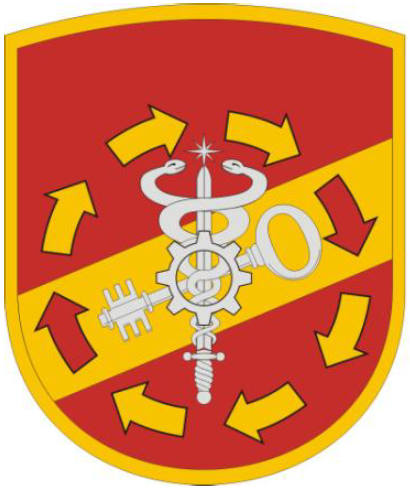
база підтримки
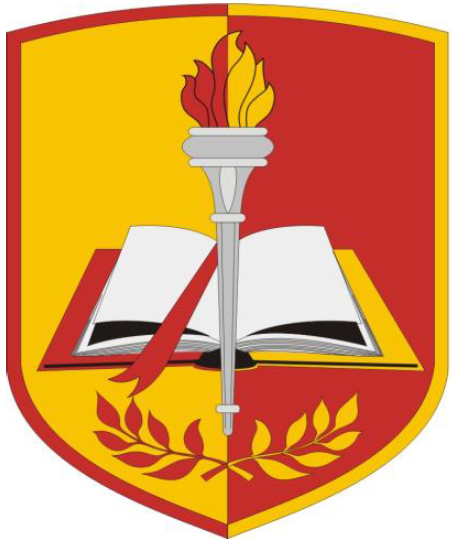
центр навчання
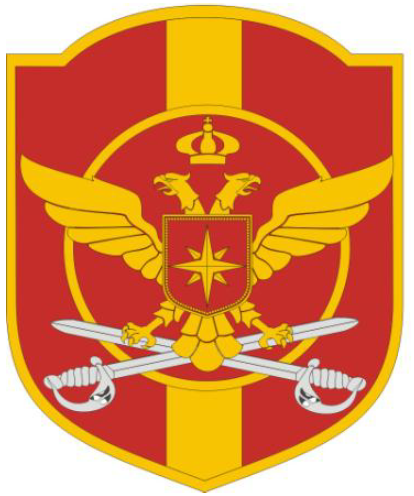
Рота почесної варти
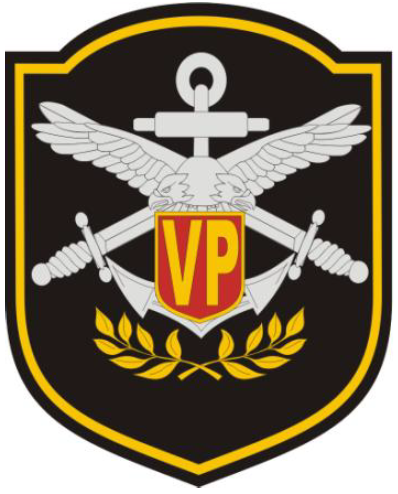
Рота військової поліції

## Техніка та озброєння
З 62 танків T-55, успадкованих Чорногорією від югославської армії, після здобуття незалежності 61 танк був знищений в 2007 році для зниження військових витрат, як морально застарілі . Єдиний танк збережений виключно як музейний експонат .

## Звання і знаки розрізнення

### Генерали та офіцери
| категорії                     | генерали         | генерали            | генерали          | генерали         | старші офіцери | старші офіцери | старші офіцери | молодші офіцери | молодші офіцери | молодші офіцери          |
| ----------------------------- | ---------------- | ------------------- | ----------------- | ---------------- | -------------- | -------------- | -------------- | --------------- | --------------- | ------------------------ |
| погонів                       | </img>           | </img>              | </img>            | </img>           | </img>         | </img>         | </img>         | </img>          | </img>          | </img>                   |
| чорногорське звання           | General-pukovnik | General-potpukovnik | General-major     | Brigadni general | Pukovnik       | Potpukovnik    | Major          | Kapetan         | Poručnik        | Potporučnik              |
| російське </br> відповідність | Генерал армії    | Генерал-полковник   | Генерал-лейтенант | Генерал-майор    | полковник      | підполковник   | майор          | капітан         | лейтенант       | молодший </br> лейтенант |

### Сержанти і рядові
| категорії                     | підофіцерів             | підофіцерів | підофіцерів            | підофіцерів           | підофіцерів    | підофіцерів            | солдати       | солдати  | солдати   |
| ----------------------------- | ----------------------- | ----------- | ---------------------- | --------------------- | -------------- | ---------------------- | ------------- | -------- | --------- |
| погонів                       | </img>                  | </img>      | </img>                 | </img>                | </img>         | </img>                 | </img>        | </img>   | </img>    |
| чорногорське звання           | Zastavnik I klase       | Zastavnik   | Stariji vodnik I klase | Stariji vodnik        | Vodnik I klase | Vodnik                 | Mladji vodnik | Desetar  | Razvodnik |
| російське </br> відповідність | старший </br> прапорщик | прапорщик   | старшина               | старший </br> сержант | сержант        | молодший </br> сержант | немає         | єфрейтор | рядовий   |